# Dallas Cowboys 1985
La stagione 1985 dei Dallas Cowboys è stata la 26ª della franchigia nella National Football League. Fu l'ultima apparizione ai playoff sotto la gestione di Tom Landry, venendo subito eliminati dai Los Angeles Rams.

## Calendario

### Stagione regolare
| Turno | Data       | Avversario             | Ris.    | Stadio                 | Tabellino | Pubblico |
| ----- | ---------- | ---------------------- | ------- | ---------------------- | --------- | -------- |
| 1     | 9/9/1985   | Washington Redskins    | V 44–14 | Texas Stadium          | Recap     | 62,292   |
| 2     | 5/9/1985   | at Detroit Lions       | S 21–26 | Pontiac Silverdome     | Recap     | 72,985   |
| 3     | 22/9/1985  | Cleveland Browns       | V 20–7  | Texas Stadium          | Recap     | 61,456   |
| 4     | 29/9/1985  | at Houston Oilers      | V 17–10 | Astrodome              | Recap     | 49,686   |
| 5     | 6/10/1985  | at New York Giants     | V 30–29 | Giants Stadium         | Recap     | 74,981   |
| 6     | 13/10/1985 | Pittsburgh Steelers    | V 27–13 | Texas Stadium          | Recap     | 63,062   |
| 7     | 20/10/1985 | at Philadelphia Eagles | S 14–16 | Veterans Stadium       | Recap     | 70,114   |
| 8     | 27/10/1985 | Atlanta Falcons        | V 24–10 | Texas Stadium          | Recap     | 57,941   |
| 9     | 4/11/1985  | at St. Louis Cardinals | S 10–21 | Busch Memorial Stadium | Recap     | 49,347   |
| 10    | 10/11/1985 | at Washington Redskins | V 13–7  | RFK Stadium            | Recap     | 55,750   |
| 11    | 17/11/1985 | Chicago Bears          | S 0–44  | Texas Stadium          | Recap     | 63,855   |
| 12    | 24/11/1985 | Philadelphia Eagles    | V 34–17 | Texas Stadium          | Recap     | 54,047   |
| 13    | 28/11/1985 | St. Louis Cardinals    | V 35–17 | Texas Stadium          | Recap     | 54,125   |
| 14    | 8/12/1985  | at Cincinnati Bengals  | S 24–50 | Riverfront Stadium     | Recap     | 56,936   |
| 15    | 15/12/1985 | New York Giants        | V 28–21 | Texas Stadium          | Recap     | 62,310   |
| 16    | 22/12/1985 | at San Francisco 49ers | S 16–31 | Candlestick Park       | Recap     | 60,114   |

### Playoff
| Turno              | Data     | Avversario          | Risultato | Stadio          | Tabellino | Pubblico |
| ------------------ | -------- | ------------------- | --------- | --------------- | --------- | -------- |
| Divisional Playoff | 4/1/1986 | at Los Angeles Rams | S 0–20    | Anaheim Stadium |           | 66,351   |